# The Changcuters
The Changcuters es una banda musical formada en Bandung, Indonesia. Se formó el 19 de septiembre de 2005, los integrantes de la banda son: Mohammad Tria Ramadhani (también conocido como "Tria", vocalista), Muhammad Iqbal (alias "Qibil", backing vocal y guitarra), Arlanda Ghazali Langitan (también conocido como "Alda", guitarra), Dipa Nandastra Hasibuan (también conocido como "Dipa", el bajista), y Erick Nindyoastomo (también conocido como "Erick", el baterista).
Su primer álbum, titulado "Mencoba Sukses", fue lanzado en 2006, seguido por su segundo álbum (reenvasado), Mencoba Sukses Kembali, lanzado en 2008. Es una de las bandas que has impulsado el género rock.
The Changcuters fue creado por Dipa, Tria y Qibil que se conocieron universidad. Luego inivited Alda y Erick, Qibil compañeros de la banda en Senior High School, que luego se unieron a la banda. El nombre del grupo provino de su amigo, Cahya.
The Changcuters se hizo popular cuando protagonizaron "Flexi anuncios". Con la ayuda de Uki (el guitarrista de Peterpan y también su amigo), The Changcuters firmaron contratos con los sellos de Sony BMG. Después de unirse a Sony BMG, lanzaron su segundo álbum en 2008. En el mismo año, The Changcuters protagonizaron una película titulada, "El Jabrix Tarix" con temas musicales de su segundo álbum como banda sonora.

## Integrantes
- Tria
- Qibil
- Alda
- Dipa
- Erick

## Filmografía
- The Tarix Jabrix (2008)
- The Tarix Jabrix 2 (2009)

## Banda sonora de la película
- Awas Polis: * Impak Maksima
- I Love U Bibeh: * The Tarix Jabrix (2008)
- Sang Penakluk Api: * Si Jago Merah (2008)

## Discografía
| Título                     | Pista | Año de lanzamiento |
| -------------------------- | --- | ------------------ |
| Mencoba Sukses             | 1. Awas Angkot 2. Hey, Nona 3. Semarak Disco Party 4. Pria Idaman Wanita 5. Dia (Gadis Rock n Roll Ku) 6. Stokelan Blues 7. Hey..Hey..Hey.. 8. Bambang IRwanto 9. Dang Ding Dong 10. Hijrah Ke London 11. Gila-Gilaan 12. Keeprock     | 2006               |
| Mencoba Sukses Kembali     | 1. Racun Dunia 2. Silat Lidah 3. Pria Idaman Wanita 4. Hey..Hey..Hey (Kembali) 5. Stokelan Blues 6. Gila - Gilaan 7. Hey, Nona... 8. Dang Ding Dong 9. Keeprock ! 10. Hijrah Ke London 11. I Love U, Bibeh                             | 2008               |
| Misteri Kalajengking Hitam | 1. In De Hoii 2. Main Serong 3. Suka Suka 4. Gembel Cinta 5. Tua Di Jalan 6. Bebek Beringas 7. Mr. Portal 8. Dia (Gadis Rock n'Roll) 9. Remaja Masa Kini 10. Senandung Pertemanan 11. Rindu Ortu 12. SDSB (Seputar Dago Seperti Biasa) | 2009               |